# Jack Bauer (cykelrytter)
Hans Jacob (Jack) Bauer (født 7. april 1985 i Tākaka) er en forhenværende cykelrytter fra New Zealand, der senest kørte for Q36.5 Pro Cycling Team.